# Сьвежниця (Поморське воєводство)
Сьвежниця (пол. Świerznica, нім. Kalteherberge) — село в Польщі, у гміні Стеґна Новодворського повіту Поморського воєводства.
Населення — 129 осіб (2011).
У 1975-1998 роках село належало до Ельблонзького воєводства.

## Демографія
Демографічна структура станом на 31 березня 2011 року:
|          | Загалом | Допрацездатний вік | Працездатний вік | Постпрацездатний вік |
| -------- | ------- | ------------------ | ---------------- | -------------------- |
| Чоловіки | 65      | 13                 | 49               | 3                    |
| Жінки    | 64      | 14                 | 39               | 11                   |
| Разом    | 129     | 27                 | 88               | 14                   |